# Amer Kadrić
Amer Kadrić (* 12. Oktober 1994 (anderen Quellen zufolge am 10. November 1994) in Bosnien-Herzegowina) ist ein bosnischer Fußballspieler. Er steht beim VfB Auerbach unter Vertrag.

## Karriere
Kadrić begann seine Karriere in der Jugend des Bonner SC. Im Jahr 2013 wechselte er in die zweite Mannschaft des FC Rot-Weiß Erfurt. Nach nur einem Jahr mit 31 Ligaspielen in der Oberliga Nordost wechselte er in die erste Mannschaft zum FC Rot-Weiß Erfurt in der 3. Liga. Dort unterschrieb er 2014 eine Vertragsverlängerung bis Sommer 2016. Zur Saison 2016/17 wurde Kadrić an den Regionalligisten SC Wiedenbrück verliehen, um Spielpraxis zu sammeln.
Ende August 2017 wechselte er zum Regionalligisten VfB Auerbach. Zur Saison 2020/21 schloss er sich ablösefrei dem ZFC Meuselwitz an. Nach 106 Spielen für den ZFC kehrte er im Sommer 2024 nach Auerbach zurück.